# Royal Liver Building
Koordinaten: 53° 24′ N, 3° 0′ W

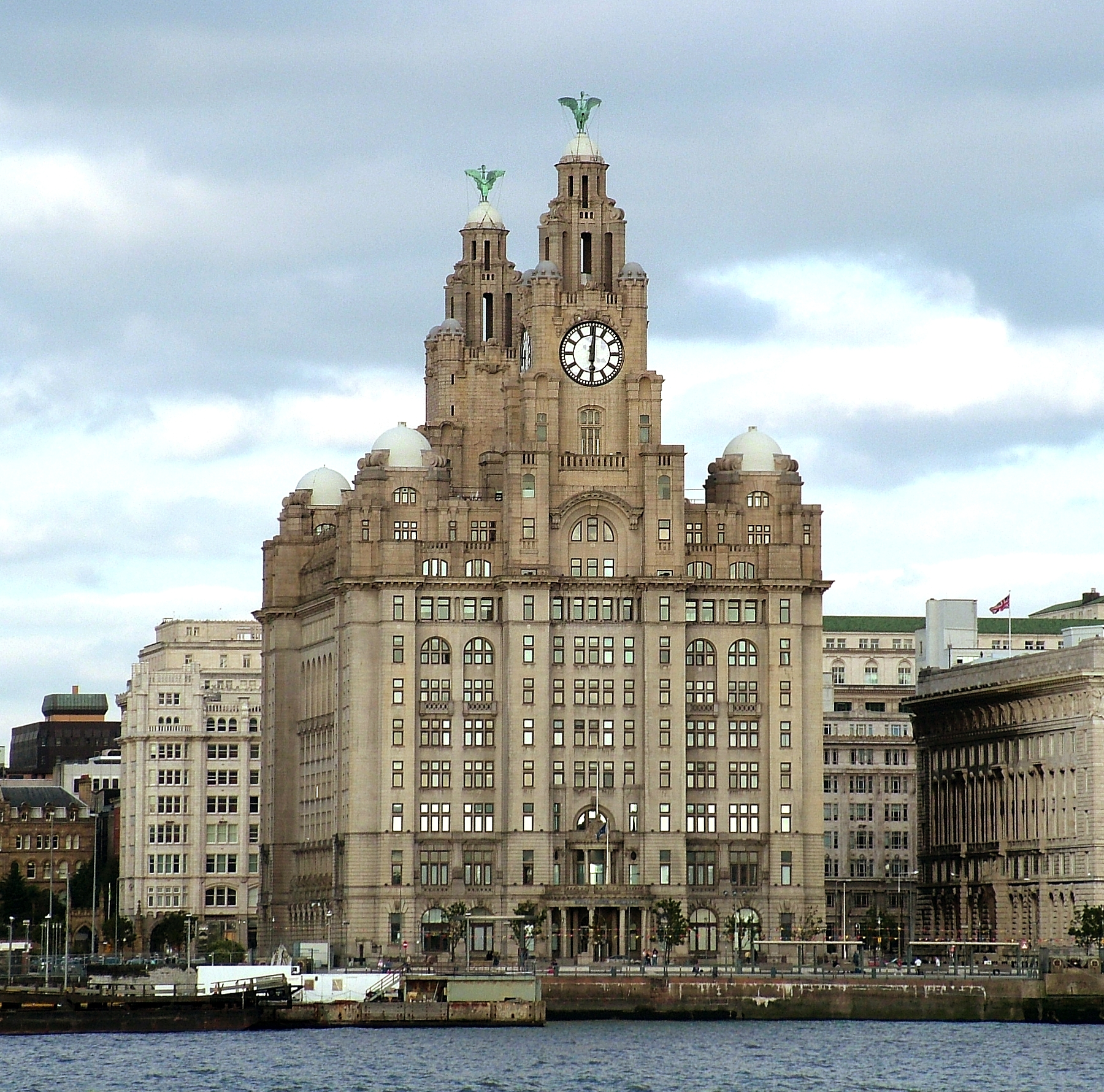
Royal Liver Building vom River Mersey

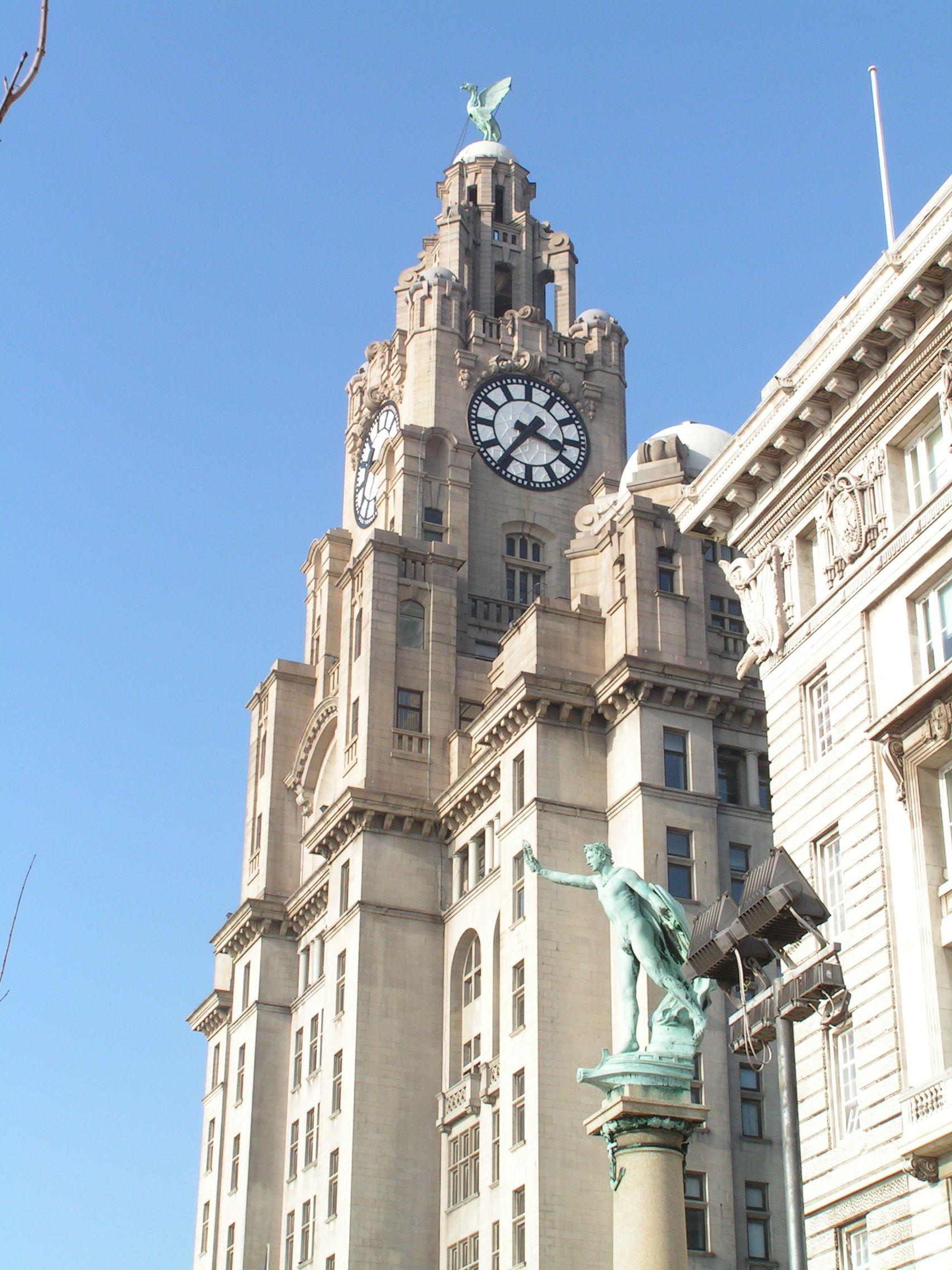
Glockenturm des Royal Liver Building

Das Royal Liver Building [rɔɪəl ˈlaɪvə ˈbɪldɪŋ] ist eines der Wahrzeichen von Liverpool und wurde nach der Royal Liver Assurance benannt, die das Gebäude als Hauptsitz der Versicherung erbauen ließ. Entworfen wurde es von Walter Aubrey Thomas und war eine der ersten mehrstöckigen Stahlbetonkonstruktionen sowie eines der ersten Hochhäuser Großbritanniens.
Das Royal Liver Building ist 90 Meter hoch, hat 13 Etagen und wurde im Jahre 1911 fertiggestellt. Es steht im bedeutsamen Hafengebiet Pier Head am River Mersey und ist eines der Three Graces (Drei Grazien), wie die drei Gebäude zwischen St Nicholas Place und Mann Island in Liverpool genannt werden. Die zwei anderen Graces Port of Liverpool Building und Cunard Building stehen südlich des Royal Liver Buildings.
Das Royal Liver Building kulminiert an den (westlichen und östlichen) Schmalseiten in zwei symmetrisch angeordneten Uhrtürmen. Die vier Zifferblätter der Uhren (drei am Westturm und eines am Ostturm) gehören mit 7,6 Metern Durchmesser (25 Fuß) zu den größten Zifferblättern im öffentlichen Raum in Großbritannien; sie werden nachts beleuchtet. 1953 wurde der Uhr ein elektronisches Glockenspiel hinzugefügt.
Oben auf den beiden Kuppeln der Türme befindet sich jeweils eine 5,5 Meter hohe kupferne Vogelfigur; dabei handelt es sich um Skulpturen des Liver Birds, Symbolfigur für Liverpool seit dem Mittelalter. Geschaffen wurden die Figuren von dem Deutschen Carl Bernard Bartels.
Das Gebäude ist heute der Hauptsitz der Royal Liver Friendly Society.